# Dictis Cretense
Dictis Cretense o Dictis de Creta (en griego antiguo: Δίκτυς ὁ Κρής), supuestamente oriundo de Cnosos en Creta, fue el legendario compañero de Idomeneo durante la guerra de Troya, y el presunto autor de un diario sobre los sucesos vividos, que desarrolla algunos de los mismos materiales preparados por Homero para la Ilíada. Con el auge de la credulidad en la Antigüedad tardía, la historia de su diario, dirigida a un público alejandrino erudito y sofisticado, llegó a ser considerada literalmente cierta.

## Prólogo

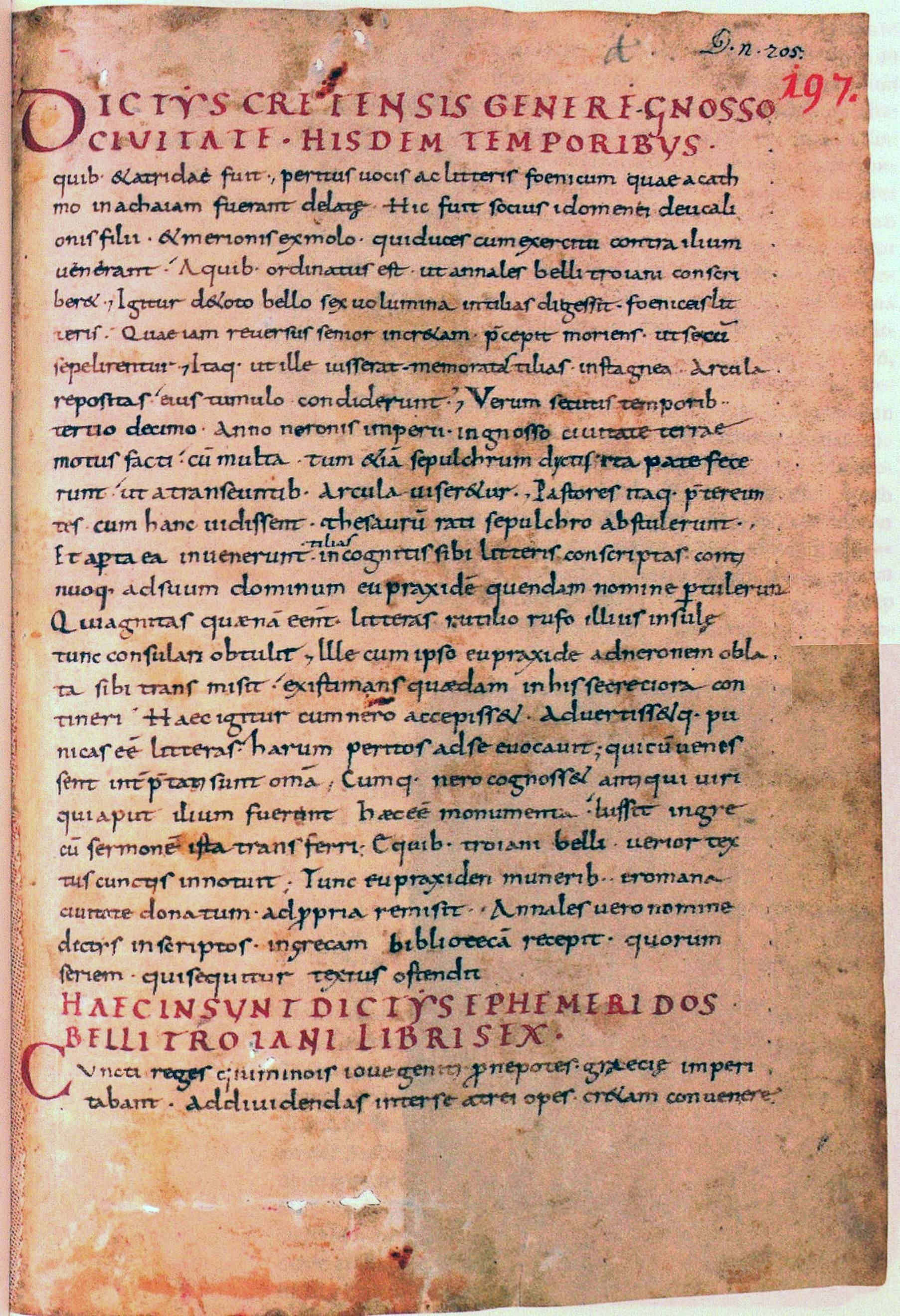
Comienzo de la Ephemeridos belli Troiani en un manuscrito de la Abadía de San Galo.

En el siglo IV un tal Q. Septimius o Septimio Lucio publicó la Dictys Cretensis Ephemeridos belli Trojani (‘Dictis Cretense, crónica de la guerra de Troya’) en seis libros, una obra que afirmaba ser la traducción latina de la versión griega. Su principal interés reside en el hecho de que, a medida que el saber griego decaía y desaparecía en la Europa occidental, ésta y De excidio troiae historia de Dares Frigio fueron las fuentes desde las que las leyendas homéricas fueron transmitidas a la literatura romancera de la Edad Media.
Una elaborada historia marco presentada en el prólogo al texto latino detalla cómo el manuscrito de esta obra, escrito en caracteres fenicios sobre tablillas de madera de tilo o corteza, sobrevivió: se decía que había estado guardado en una caja de plomo enterrada con su autor, siguiendo sus deseos.

Allí permaneció tranquila durante años, hasta que en el decimotercer año del reinado de Nerón el sepulcro quedó al descubierto tras un terrible terremoto, el arca quedó expuesta a la vista y fue descubierta por algunos pastores, quienes tras averiguar que no contenía, como había deseado al principio, un tesoro, la llevaron ante su señor Eupraxis (o Eupráxides), quien a su vez la presentó a Rutilio Rufo, el gobernador romano de la provincia, quien envió tanto a Eupraxis como al cofre ante el emperador. Nerón, tras ver que las letras eran fenicias, convocó a su presencia a hombres conocedores de esa lengua, gracias a los que pudo explicarse el contenido. Tras ser traducido completo al griego, fue depositado en una de las bibliotecas públicas, y Eupraxis fue despedido cargado de recompensas.
SMITH, W.: Dictionary of Greek and Roman Biography and Mythology

El «nombre» griego Eupraxis significa simplemente ‘acciones correctas’, una finalidad frecuente en las discusiones sobre ética, y un nombre increíblemente adecuado para quien halló el manuscrito.
El prólogo que caracteriza una tradición de manuscritos es sustituido en la otra tradición principal por una carta, como si hubiese sido escrita por un Q. Septimius Romanus para un Q. Arcadius Rufus, en la que el autor, dando una versión condensada de la historia del hallazgo, informa a su amigo de que, habiendo caído el volumen en sus manos, se ha visto impulsado, por diversión propia y para la instrucción de los demás, a traducirlo al latín. El editor moderno, Werner Eisenhut, conjetura que los dos grupos de manuscritos, ninguno de los cuales predomina claramente sobre el otro, representan dos ediciones publicadas en la Antigüedad tardía. Hay traducciones de nuevo al griego en época bizantina, expresadas como historias universales, a las que Smith añade:

Podemos añadir a este relato que los escritores del periodo bizantino, como Juan Malalas, Constantino Porfirogénito, Jorge Cedreno, Constantino Manasés, Juan e Isaac Tzetzes, entre otros, citan en gran parte a este Dictis como un autor de la más elevada e incuestionable autoridad, y que fue ciertamente conocido en época tan temprana como la de Eliano.

## Códice y primera edición impresa
La copia privada de Petrarca del Ephemeridos belli Troiani, su llave hacia Homero, es actualmente el Codex Parisinus Lat. 5690 de la Biblioteca Nacional de Francia. La primera edición impresa fue temprana, no posterior a 1471.
En la biblioteca del conde G. Balleani en Jesi se descubrió un manuscrito de Dictis, en gran parte del siglo IX, que fue descrito y recopilado por C. Annibaldi en 1907.

## Original griego
Los investigadores modernos no se ponían de acuerdo sobre si llegó a existir algún original griego, pero todas estas dudas fueron disipadas por el descubrimiento de un fragmento griego en los papiros de Oxirrinco hallado por Bernard Grenfell y Arthur Hunt en 1899-1900. Esto reveló que la versión latina era traducción fiel. 